# 白成铭
白成铭（1918年—1991年），男，陕西清涧人，中华人民共和国政治人物，曾任新疆维吾尔自治区革命委员会副主任，新疆维吾尔自治区人民政府副主席。